# Muhammad Nashnoush
Muhammad Nashnoush (محمد نشنوش en arabe), né le 14 juin 1988 à Tripoli, est un footballeur international libyen, évoluant avec le club d'Al-Ahly au poste de gardien de but.

## Biographie

### En club
Il joue plusieurs matchs en Ligue des champions d'Afrique. Il est quart de finaliste de la Ligue des champions d'Afrique en 2017 avec le club d'Al-Ahly Tripoli, en étant battu par l'Étoile sportive du Sahel.

### En équipe nationale
Il est sélectionné à partir de 2011 en équipe nationale. Il fait partie des sélectionnés pour la CAN 2012, mais il ne dispute aucun match. La Libye est éliminée au premier tour. Cette même année, il termine finaliste de la Coupe arabe des nations, en étant battu par le Maroc aux tirs au but. 
Après cela, il dispute plusieurs éliminatoires de la CAN et de la Coupe du monde, mais sans réussir à qualifier la Libye. Il participe dans le même temps à deux championnat d'Afrique des nations (CHAN). Le premier en 2014, lors duquel il remporte le tournoi. Il arrête plusieurs tirs au but lors de la demi-finale, inscrivant même le tir au but décisif. Lors de la finale, il est élu "Homme du match". Le second championnat d'Afrique auquel il participe a lieu en 2018. Il garde à nouveau les buts et termine quatrième du tournoi.

## Palmarès

### En équipe nationale
- Vainqueur du championnat d'Afrique des nations en 2014 avec l'équipe de Libye
- Finaliste de la Coupe arabe des nations en 2012 avec l'équipe de Libye

### En club
- Champion de Libye en 2014 et 2016 avec Al-Ahly Tripoli